# Vesztfáliai Királyság
A Vesztfáliai Királyság (németül Königreich Westphalen, franciául Royaume de Westphalie)  egy rövid életű napóleoni csatlós királyság volt 1807 és 1813 között.

## Története
I. Napóleon francia császár alapította 1807. augusztus 18-án kelt rendeletével. Miután a tilsiti béke az Elbától nyugatra fekvő porosz tartományokat kezébe adta, a császár ezek egy részéből, továbbá Kurhessen, a Hannoveri Választófejedelemség és Braunschweig területeiből megalapította a Vesztfáliai Királyságot, amelyet legifjabb öccsének, Jérôme Bonaparténak adományozott. Az új királyság területe 38 100 km²-t tett ki, a lakosság pedig 1 946 343 főre rúgott. Az új király, aki Kasselben, illetőleg a wilhelmshöhei kastélyában székelt, alkotmányt adott az országnak, amelynek a tulajdonképpeni ura azonban Jérôme bátyja, a császár maradt. Jérôme-nak teljesítenie kellett az ő parancsait. 1810 márciusában Napóleon majdnem egész Hannovert hozzácsatolta a királysághoz, de 1811-ben megint elkülönítette attól. Ezzel a Vesztfáliai Királyság területe 45 427 km²-re, lakóinak száma 2 056 973 főre nőtt. 
Az 1812. évi orosz háború küszöbén Jérôme személyesen vezette a hadsereget Napóleon táborába, aki azonban annyira haragudott öccsére, hogy hazaküldte őt. Seregét azonban, 24 000 embert, a császár magával vitte Oroszországba, ahol azok szinte mind meghaltak. Ekkor Napóleon parancsára Jérôme új sereget (12 000 embert) toborzott, és ezekkel 1813-ban Szászországba sietett, itt azonban katonáinak nagyobb része átpártolt a szövetségesekhez. Jérôme erre Kasselbe vonult vissza, ahonnan 1813. október 1-jén Alekszandr Csernisov orosz tábornok és kozákjai elől menekülnie kellett. A Vesztfáliai Királyság szinte kardcsapás nélkül esett a koalíciósok kezébe.